# Leonidas Proaño
Leonidas Eduardo Proaño Villalba (ur. 29 stycznia 1910 w San Antonio de Ibarra, zm. 31 sierpnia 1988 w Quito) – ekwadorski duchowny katolicki i teolog.
Był kandydatem do Pokojowej Nagrody Nobla.

## Biografia
29 czerwca 1936 został wyświęcony na kapłana. W 1954 został mianowany biskupem Bolivaru (od 1955 Riobamba). Brał udział w czterech sesjach Soboru watykańskiego II.